# Marco Zanon
Marco Zanon (ur. 6 maja 1956 w Ziano di Fiemme) – włoski biathlonista. W Pucharze Świata zadebiutował 12 lutego 1981 roku w Lahti, gdzie zajął 48. miejsce w biegu indywidualnym. Pierwsze punkty zdobył 10 lutego 1982 roku w Mińsku, zajmując 18. miejsce w tej samej konkurencji. Nigdy nie stanął na podium indywidualnych zawodów PŚ. Najlepsze wyniki osiągnął w sezonie 1983/1984. W 1981 roku wystąpił na mistrzostwach świata w Lahti, gdzie zajął 48. miejsce w biegu indywidualnym i dziewiąte miejsce w sztafecie. Podczas rozgrywanych rok później mistrzostw świata w Mińsku zajął 17. miejsce w biegu indywidualnym i piąte w sztafecie. Brał też udział w igrzyskach olimpijskich w Sarajewie w 1984 roku, plasując się na 19. pozycji w biegu indywidualnym.

## Osiągnięcia

### Igrzyska olimpijskie
| Rok  | Miejscowość | Konkurencje | Konkurencje | Konkurencje | Konkurencje | Konkurencje | Konkurencje | Konkurencje |
| Rok  | Miejscowość | IN          | SP          | PU          | MS          | RL          | MR          | SR          |
| ---- | ----------- | ----------- | ----------- | ----------- | ----------- | ----------- | ----------- | ----------- |
| 1984 | Sarajewo    | 19.         | –           | nd.         | nd.         | –           | nd.         | –           |

### Mistrzostwa świata
| Rok  | Miejscowość | Konkurencje | Konkurencje | Konkurencje | Konkurencje | Konkurencje | Konkurencje | Konkurencje |
| Rok  | Miejscowość | IN          | SP          | PU          | MS          | RL          | MR          | SR          |
| ---- | ----------- | ----------- | ----------- | ----------- | ----------- | ----------- | ----------- | ----------- |
| 1981 | Lahti       | 48.         | –           | nd.         | nd.         | 9.          | nd.         | –           |
| 1982 | Mińsk       | 17.         | –           | nd.         | nd.         | 5.          | nd.         | –           |

### Puchar Świata

#### Miejsca w klasyfikacji generalnej
| Sezon     | Miejsce |
| --------- | ------- |
| 1980/1981 | -       |
| 1981/1982 | ?       |
| 1983/1984 | ?       |

#### Miejsca na podium chronologicznie
Zanon nigdy nie stanął na podium indywidualnych zawodów PŚ.